# 北長岡站
北長岡站（日语：／ Kita-Nagaoka eki */?）是位於新潟縣長岡市城岡，屬於東日本旅客鐵道（JR東日本）的信越本線車站。

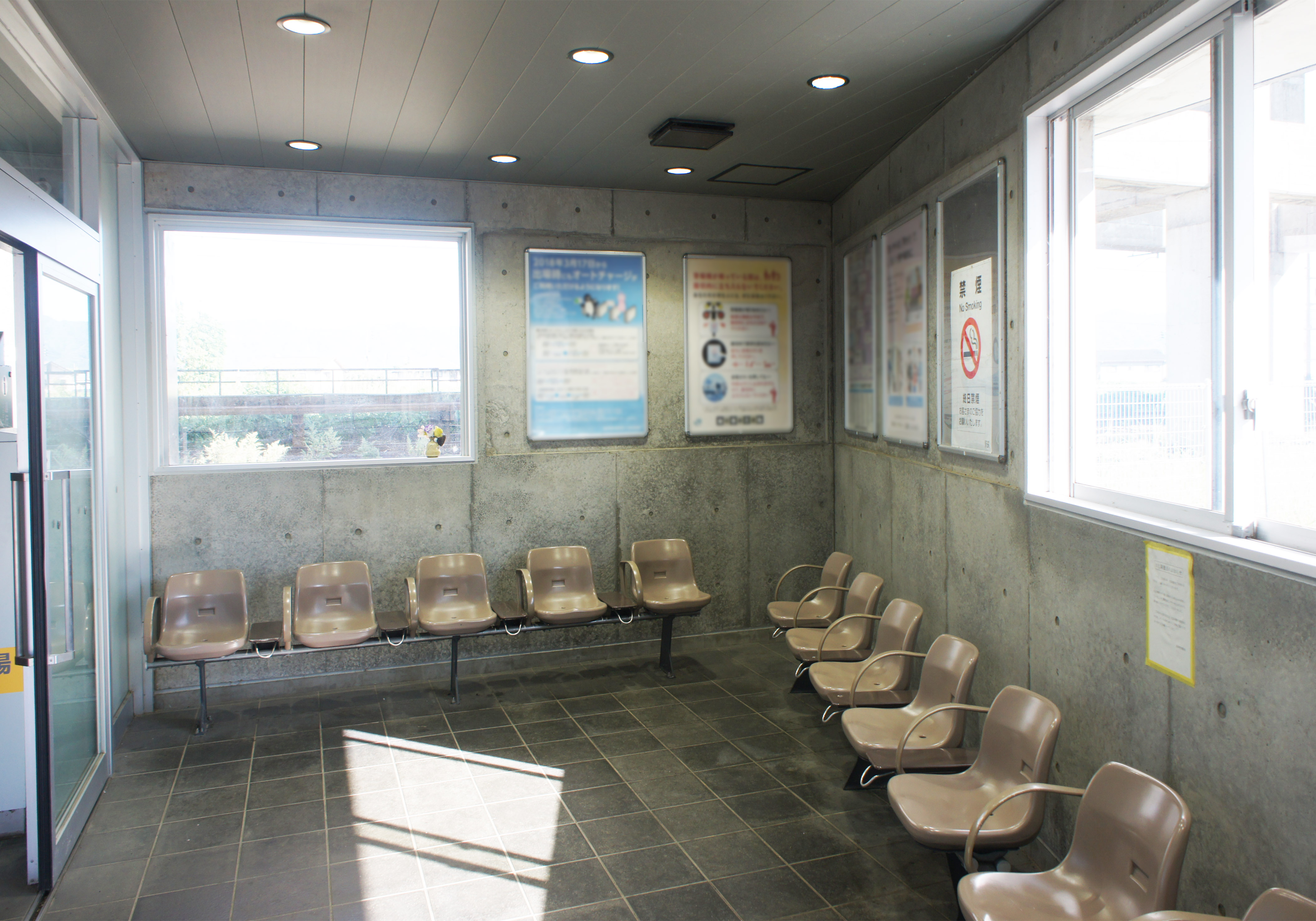
候車室内(2021年9月)

## 歷史
- 1915年（大正4年）11月1日：鐵道院（國有鐵道）開設城岡站（日语：／）[1]。
- 1923年（大正12年）12月：北越製紙（現時為北越公司（日语：北越コーポレーション））從長岡工廠鋪設1.4公里專用側線（16磅軌）。並開始使用手動車運送製品[2]。
- 1924年（大正13年）5月：北越製紙從長岡工廠鋪設與信越本線同一軌距的專用側線[2]。
- 1951年（昭和26年）7月20日：當地居民發起改名運動，使此站改名為北長岡站[1]。
- 1984年（昭和59年）2月1日：終止貨物、行李起卸業務。北越製紙貨物專用線廢止。
- 1986年（昭和61年）9月：單線化[3]。
- 1987年（昭和62年）4月1日：伴隨國鐵分割民營化，車站由東日本旅客鐵道（JR東日本）營運。
- 1995年（平成7年）
  - 4月1日：成為無人車站[4]。
- 2008年（平成20年）3月15日：新潟近郊區間擴大，此站可以使用IC卡「Suica」[5]。
- 2014年（平成26年）：開始使用新車站大樓。

## 車站構造

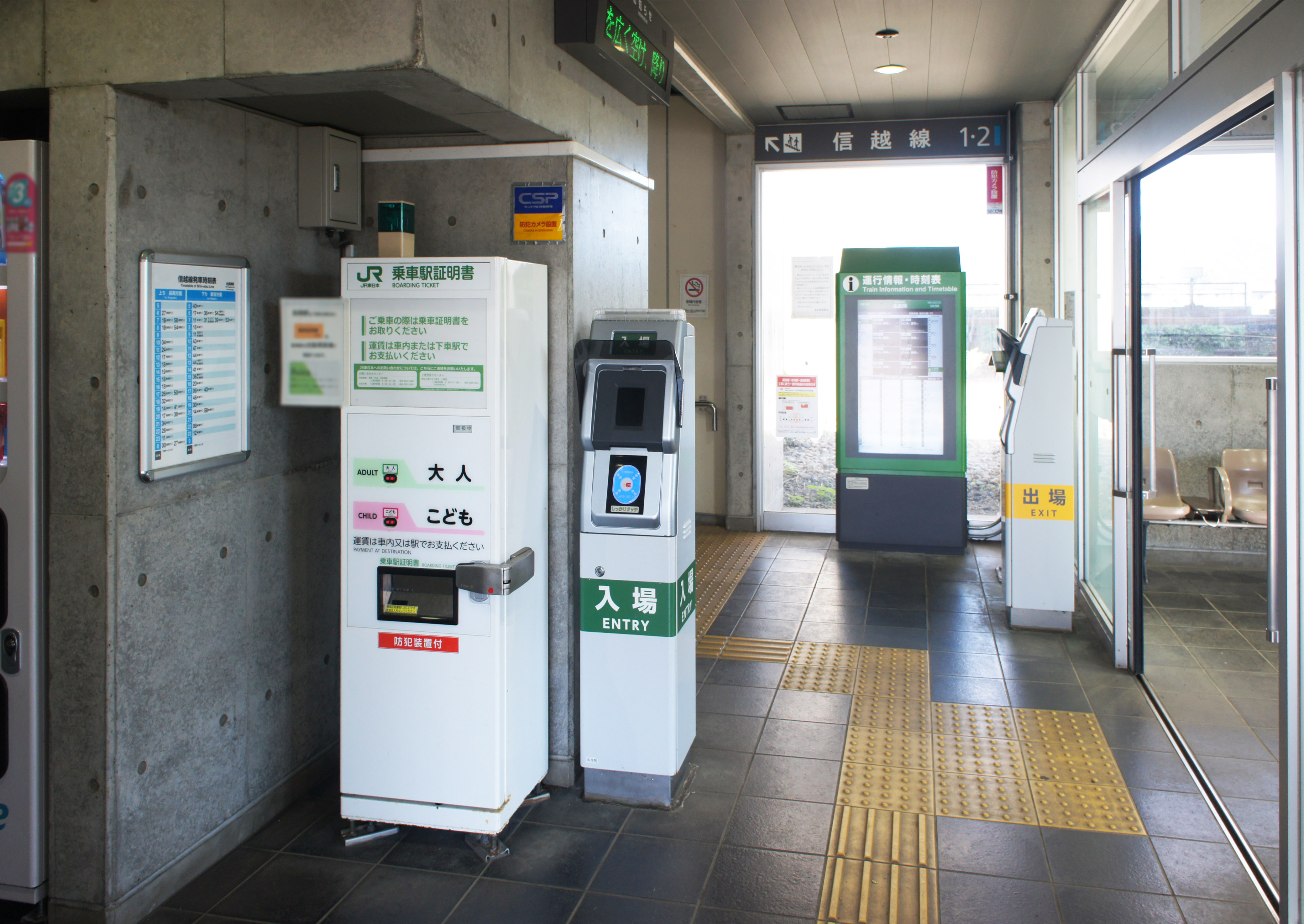
驗票口(2021年9月)

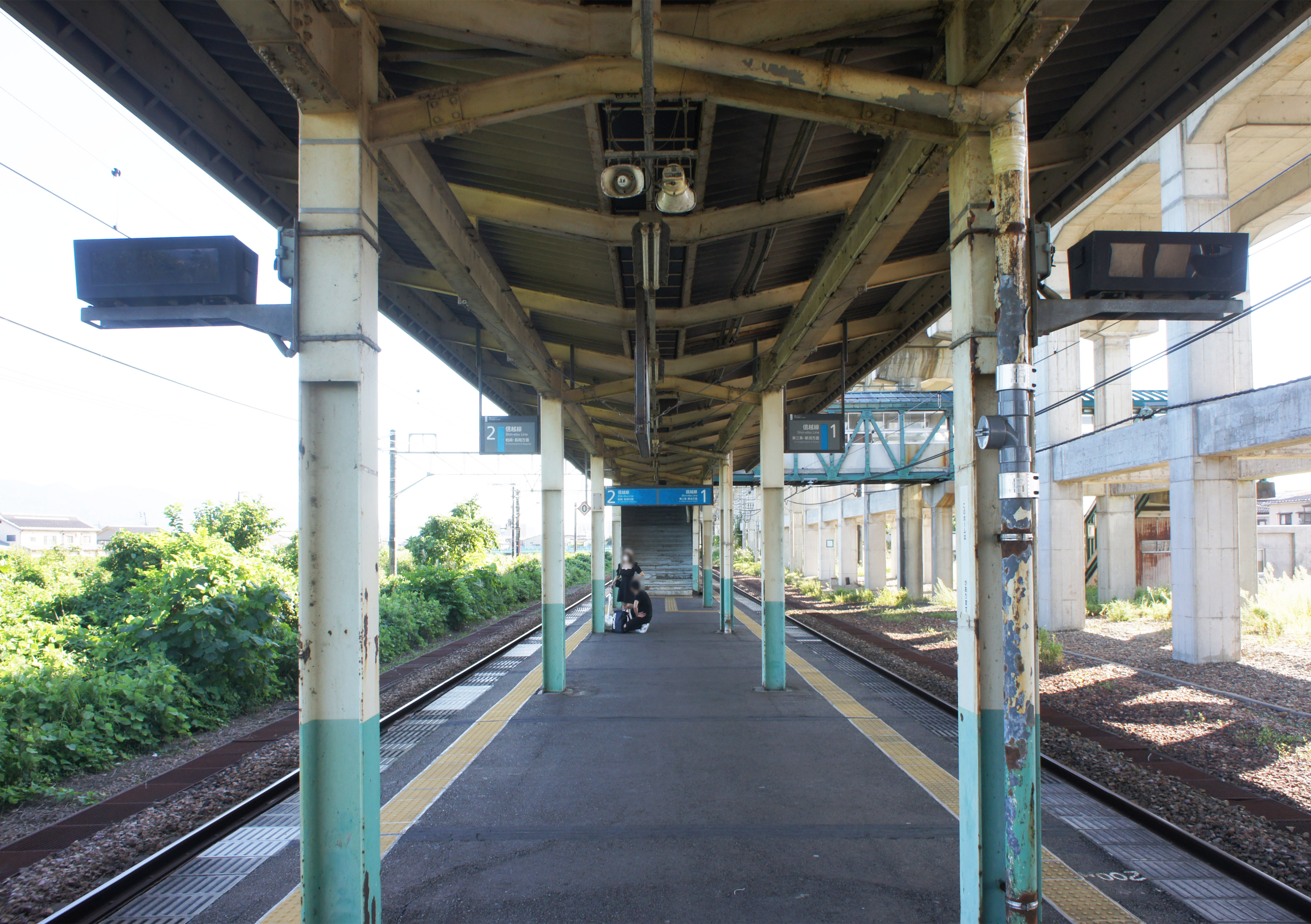
月台(2021年9月)

本站是地面車站，設有1面2線的島式月台。站房與月台之間設有跨線橋連接。此站是由長岡站管理的無人車站，站内設有自動售票機、簡易型自動閘機、觸控式自動售票機、自動販賣機、室內候車室和廁所。站內也安裝液晶體顯示屏和LED，以顯示列車運行資訊。
站房和月台上方設有上越新幹線的高架橋。。此站曾設有貨物專用線延伸至鄰近的北越製紙和北越金屬工廠，但在1984年2月廢止，現時該專用線只剩下數條側線，位於車站北方。上述側線現時供JR維修路軌車輛停泊，而廢線遺址則變成停車場。

### 月台
| 月台 | 路線      | 上下行 | 方向             |
| ---- | --------- | ------ | ---------------- |
| 1    | ■信越本線 | 下行   | 東三條、新潟方向 |
| 2    | ■信越本線 | 上行   | 長岡、柏崎方向   |

參考

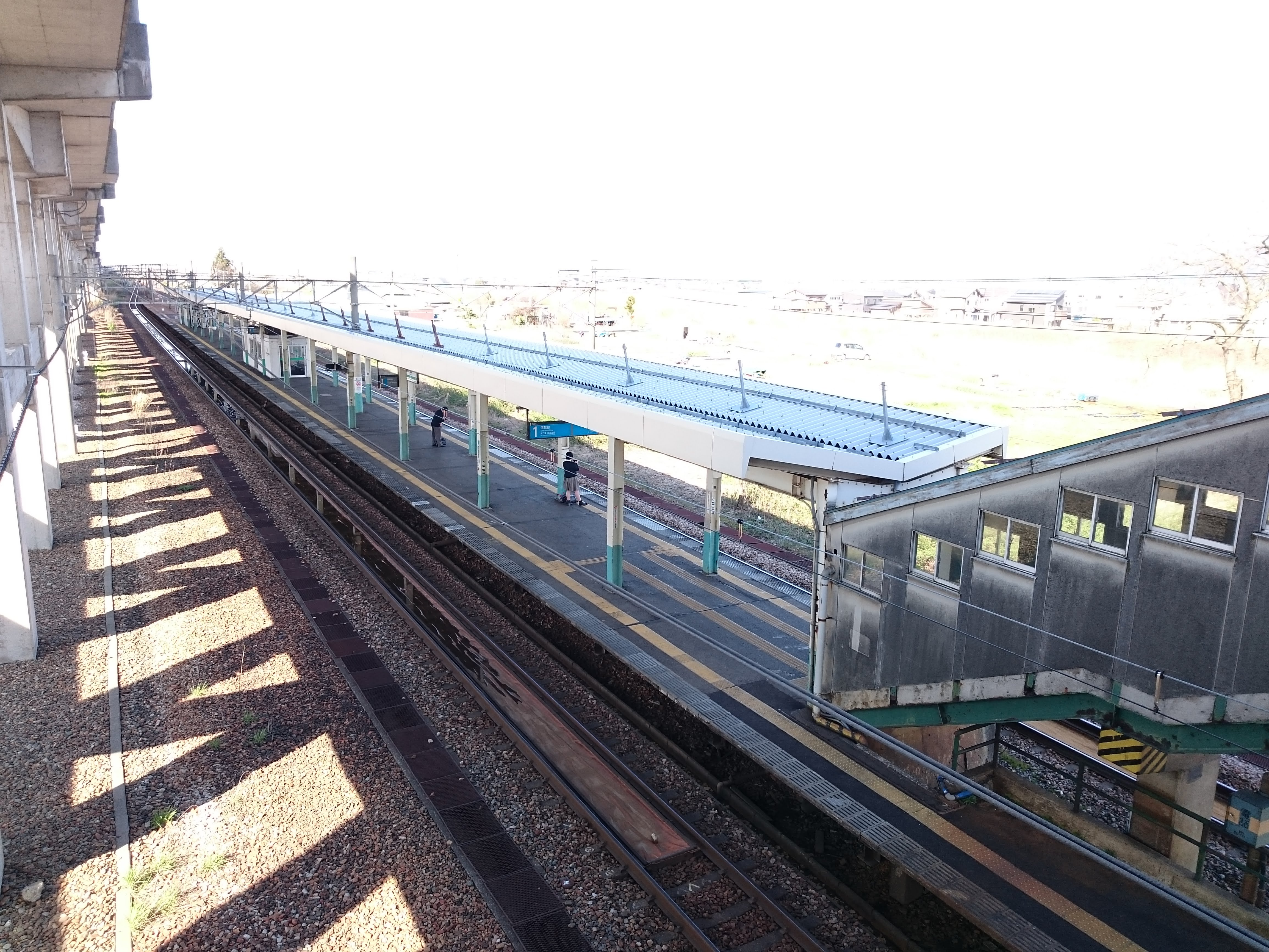
從跨線橋望見月台全景，左邊為側線遺址(2019年4月)

#### 舊車站大樓時代

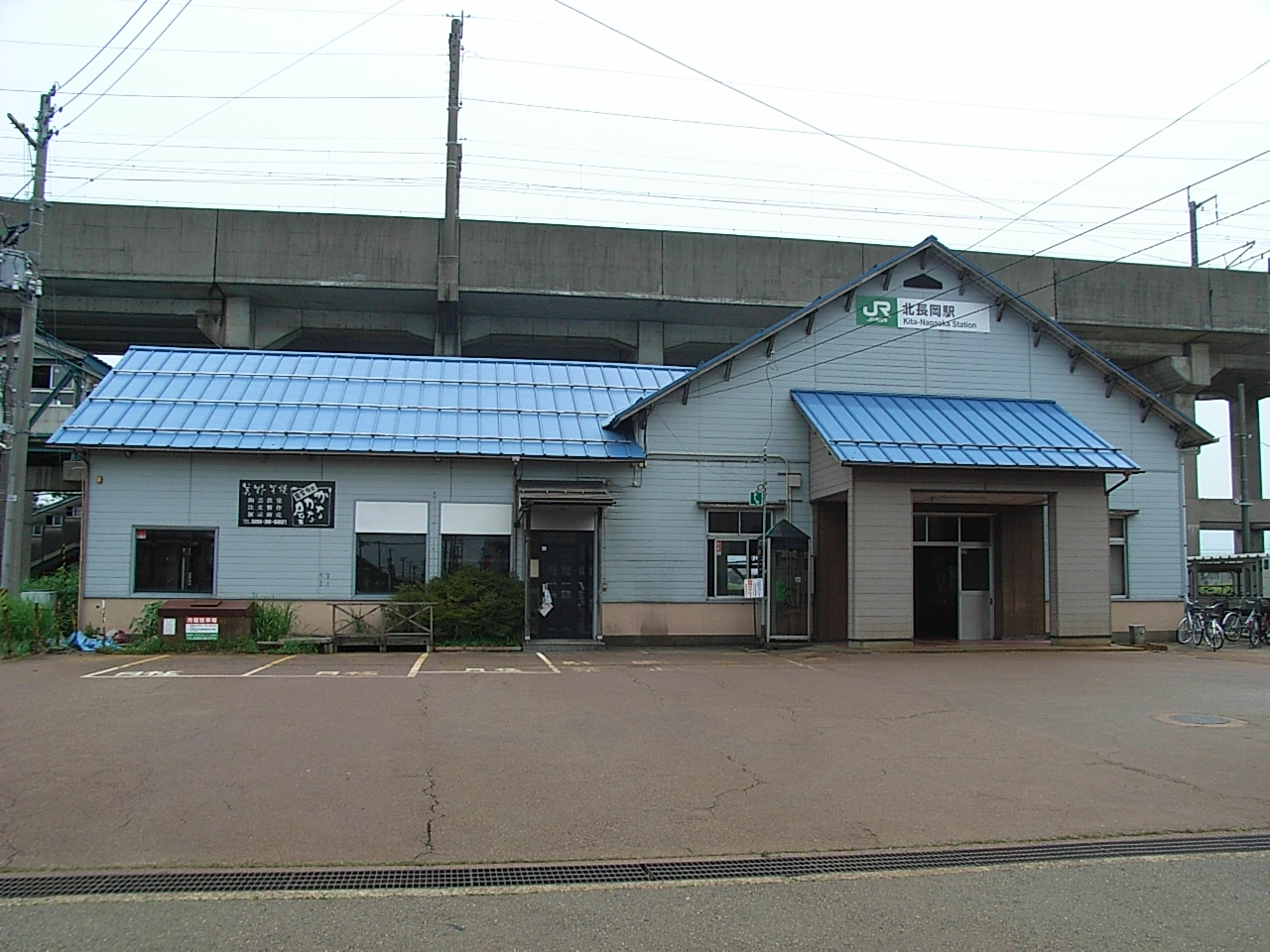
舊站房（2009年6月）

本站在有人車站時代設有車站事務所、商店和Kiosk。1995年成為無人車站後，站內的車站事務所變成陶瓷工作室，後來曾經成為臨時崗亭。2012年3月崗亭遷移至另一處後，車站事務所便一直空置。車站入口側設有公共電話，在站房翻新後遷移至站前的馬路旁。

## 使用狀況
根據「長岡市統計年鑑」，以下列出1日平均乘車人次：（由於2011年後沒有車站職員當值，因此沒有資料。）
| 乘車人員變化 | 乘車人員變化     |
| 年度         | 一日平均乘車人次 |
| ------------ | ---------------- |
| 2009         | 500              |
| 2010         | 487              |

## 車站周邊
- 栖吉川（日语：栖吉川）
- 福島江（日语：福島江）
- 城岡停車場紀念碑
- 中越高等學校
- 長岡市立北中學

## 相鄰車站
東日本旅客鐵道
■信越本線
長岡－北長岡－押切

## 註腳
1. 1 2 3 4 5 6 7 8 9 10 11 12  . 週刊朝日百科. 14号 長野駅・新津駅・高田駅ほか. 朝日新聞出版. 2012-11-11: 24 （日语）.
2. 1 2  北越製紙百年史編纂委員会. . 北越製紙株式會社. 2007: 92. NDL 21240158 （日语）.
3. ↑  『五十年史』P219　新潟鐵道管理局
4. ↑  市政長岡平成7年4月第488號p22　長岡市
5. ↑   (PDF) (新闻稿). 東日本旅客鉄道. 2007-12-21  [2020-05-29]. （原始内容存档 (PDF)于2016-03-04） （日语）.
6. ↑  .   [2020-11-06]. （原始内容存档于2020-02-01）.
7. ↑  JR東日本:駅構内図 （页面存档备份，存于）（日語）

## 外部連結
- 車站資訊（北長岡）：東日本旅客鐵道（日語）